# Nico Gleirscher
Nico Gleirscher, född 17 mars 1997 i Telfes, är en österrikisk rodelåkare.
Hans far, Gerhard, och hans bror, David, har båda också tävlat i rodel vid olympiska spelen.

## Karriär
Gleirscher tävlade för Österrike vid olympiska vinterspelen 2022 i Peking, där han slutade på 12:e plats i herrarnas singel.